# تیمائوکل
تیمائوکل (به اسپانیایی: Timaukel) یک شهرستان در شیلی است که در تیه‌را دل فوئگو واقع شده‌است. تیمائوکل ۱۰٬۹۹۵٫۹ کیلومتر مربع مساحت و ۲۰۴ نفر جمعیت دارد و ۳۳۸ متر بالاتر از سطح دریا واقع شده‌است.